# Yairo Moreno
Yairo Yesid Moreno Berrío (Necoclí; 4 de abril de 1995) es un futbolista colombiano. Juega como extremo o lateral izquierdo y actualmente milita en Santa Fe de la Categoría Primera A colombiana.

## Trayectoria

### Independiente Medellín
De su natal Necoclí salió muy chico y llegó a Medellín con la ilusión de hacerse a un nombre. Su talento lo llevó a debutar en la temporada 2014.
Fueron cinco minutos, ingresó en lugar de John Édison Hernández, ante el Deportivo Cali pero esos minutos le sirvieron para ratificar que podía llegar, que lograría sus sueños y por eso no desistió.

### La Equidad
Cuando fue prestado a La Equidad de Santiago Escobar, quien era el técnico le dio la oportunidad, lo tuvo en 23 partidos, juegos que le permitieron madurar, crecer y seguir mejorando.

### Envigado F. C.
Yairo llegó al Envigado FC a préstamo y logró ser uno de los jugadores más sobresalientes, es considerado como uno de los mejores volantes con proyección de Colombia.
Tuvo muy buen torneo con Envigado en el año, estuvo en el grupo de jugadores con mejor rendimiento y mayor número de minutos de juego (32 partidos)
Los entrenadores que lo han dirigido reconocen que el estilo de juego de Yairo es similar al de otro antioqueño, Jhonatan Estrada, con esa condición física, técnica, el de perfil zurdo y con llegada a gol, se despidió del club antioqueño con siete goles marcados.

### Regreso al Independiente Medellín
Yairo Moreno regresó al Independiente Medellín, equipo dueño de sus derechos, después de actuar con Envigado Fútbol Club en 2016. El mediocampista demostró su calidad en el naranja y se consolidó como titular.
Despertó el interés de un club europeo y ofertó por él, la negociación llegó a un feliz término y el equipo vendió los derechos deportivos-económicos del jugador al Rio Ave de la Primeira Liga de Portugal.
Yairo Moreno aceptó la propuesta de quedarse en el Independiente Medellín para este semestre (estará en condición de préstamo por seis meses), el equipo portugués apoyó al volante en esa decisión.
El 26 de febrero de 2017 marco su primer gol con el poderoso en la goleada 3 por 0 sobre Tigres. El 10 de mayo le da la victoria a su club como visitantes en casa de Jaguares de Córdoba, diez días después marca gol en la victoria 2 por 1 en casa de Alianza Petrolera.
Marca su primer gol del año 2018 el 19 de marzo en la victoria como visitantes 2 por 0 sobre Itagüí Leones, en el siguiente partido el 24 de marzo marca en el empate a dos goles contra el Deportes Tolima.

### León
En junio de 2018 es confirmado su traspaso al fútbol internacional, al Club León de la Liga MX. Debuta el 24 de julio en la derrota 4 por 3 en la Copa de México contra Mineros de Zacatecas. Su primer gol lo marca en la goleada 4 por 0 sobre Querétaro el 12 de agosto. El 6 de enero marca gol en el empate a un gol frente a Tigres UANL.
El 18 de agosto marca su primer gol de la temporada 2019-20 en la victoria 4-3 sobre Guadalajara, el 25 de septiembre marca en el 1-1 con Atlas. Marca en la goleada 4 por 0 sobre Toluca el 10 de noviembre.
Obtuvo el título de Primera División con los esmeraldas en el torneo Guardianes 2020. Siendo pieza fundamental jugando de extremo o lateral.

## Selección nacional
El 27 de agosto de 2019 recibió por primera vez el llamado a la Selección Colombia por parte del entrenador portugués Carlos Queiroz en el listado para los amistosos contra Brasil y Venezuela. Debutó el 6 de septiembre ingresando en el segundo tiempo por Cuadrado en el empate 2-2 frente a Brasil, en el siguiente encuentro empezaría como titular siendo reemplazado en el segundo tiempo, saliendo como figura del partido, al final fue empate 0-0 frente a Venezuela. Su debut oficial fue el 3 de junio de 2021 ingresando en el segundo tiempo en la victoria de Colombia 0-3 sobre Perú por las Eliminatorias a Catar 2022.

#### Participaciones enEliminatorias al Mundial
| Eliminatoria                        | Sede del Mundial | Posición      | Resultado | PJ | GA | Asis |
| ----------------------------------- | ---------------- | ------------- | --------- | -- | -- | ---- |
| Eliminatorias Mundial de Catar 2022 | Catar            | 6°lugar 23pts | Eliminado | 8  | 0  | 0    |

#### Participaciones enCopas América
| Torneo            | Sede   | Resultado    | PJ | GA | Asis |
| ----------------- | ------ | ------------ | -- | -- | ---- |
| Copa América 2021 | Brasil | Tercer lugar | 1  | 0  | 0    |

## Estadísticas

### Clubes
Actualizado al último partido disputado el 4 de diciembre de 2024.
| Club                              | Div           | Temporada     | Liga  | Liga  | Liga  | Copa Nacional | Copa Nacional | Copa Nacional | Copa Internacional | Copa Internacional | Copa Internacional | Total | Total | Total | Prom. · |
| Club                              | Div           | Temporada     | Part. | Goles | Asis. | Part.         | Goles         | Asis.         | Part.              | Goles              | Asis.              | Part. | Goles | Asis. | Prom. · |
| --------------------------------- | ------------- | ------------- | ----- | ----- | ----- | ------------- | ------------- | ------------- | ------------------ | ------------------ | ------------------ | ----- | ----- | ----- | ------- |
| Independiente Medellín · Colombia | 1.ª           | 2014          | 1     | 0     | 0     | -             | -             | -             | -                  | -                  | -                  | 1     | 0     | 0     | 0       |
| Independiente Medellín · Colombia | 1.ª           | 2017          | 22    | 4     | 1     | 4             | 0             | 0             | 4                  | 0                  | 0                  | 30    | 4     | 1     | 0.13    |
| Independiente Medellín · Colombia | 1.ª           | 2018          | 17    | 7     | 3     | -             | -             | -             | 2                  | 0                  | 0                  | 19    | 7     | 3     | 0.37    |
| Independiente Medellín · Colombia | 1.ª           | 2023          | 12    | 0     | 2     | -             | -             | -             | -                  | -                  | -                  | 12    | 0     | 2     | 0       |
| Independiente Medellín · Colombia | 1.ª           | 2024          | 9     | 2     | 0     | -             | -             | -             | 4                  | 1                  | 0                  | 13    | 3     | 0     | 0.23    |
| Independiente Medellín · Colombia | Total         | Total         | 61    | 13    | 6     | 4             | 0             | 0             | 10                 | 1                  | 0                  | 75    | 14    | 6     | 0.19    |
| La Equidad · Colombia             | 1.ª           | 2015          | 19    | 0     | 0     | 4             | 0             | 0             | -                  | -                  | -                  | 23    | 0     | 0     | 0       |
| La Equidad · Colombia             | Total         | Total         | 19    | 0     | 0     | 4             | 0             | 0             | 0                  | 0                  | 0                  | 23    | 0     | 0     | 0       |
| Envigado F. C. · Colombia         | 1.ª           | 2016          | 33    | 7     | 3     | -             | -             | -             | -                  | -                  | -                  | 33    | 7     | 3     | 0.21    |
| Envigado F. C. · Colombia         | Total         | Total         | 33    | 7     | 3     | 0             | 0             | 0             | 0                  | 0                  | 0                  | 33    | 7     | 3     | 0.21    |
| León · México                     | 1.ª           | 2018-19       | 30    | 2     | 1     | 5             | 1             | 3             | -                  | -                  | -                  | 35    | 3     | 4     | 0.09    |
| León · México                     | 1.ª           | 2019-20       | 25    | 3     | 1     | -             | -             | -             | -                  | -                  | -                  | 25    | 3     | 1     | 0.12    |
| León · México                     | 1.ª           | 2020-21       | 26    | 2     | 1     | -             | -             | -             | 2                  | 0                  | 1                  | 28    | 2     | 2     | 0.07    |
| León · México                     | 1.ª           | 2022-23       | 31    | 3     | 6     | -             | -             | -             | 3                  | 0                  | 0                  | 34    | 3     | 6     | 0.09    |
| León · México                     | Total club    | Total club    | 112   | 10    | 9     | 5             | 1             | 3             | 5                  | 0                  | 1                  | 122   | 11    | 13    | 0.09    |
| Pachuca · México                  | 1.ª           | 2021-22       | 25    | 3     | 1     | -             | -             | -             | -                  | -                  | -                  | 25    | 3     | 1     | 0.12    |
| Pachuca · México                  | Total         | Total         | 25    | 3     | 1     | 0             | 0             | 0             | 0                  | 0                  | 0                  | 25    | 3     | 1     | 0.12    |
| Junior · Colombia                 | 1.ª           | 2024          | 12    | 0     | 0     | 2             | 0             | 0             | 2                  | 0                  | 0                  | 16    | 0     | 0     | 0       |
| Junior · Colombia                 | Total club    | Total club    | 12    | 0     | 0     | 2             | 0             | 0             | 2                  | 0                  | 0                  | 16    | 0     | 0     | 0       |
| Total carrera                     | Total carrera | Total carrera | 262   | 33    | 19    | 15            | 1             | 3             | 17                 | 1                  | 1                  | 294   | 35    | 23    | 0.12    |

### Selección
| Selección           | Año   | Amistosos | Amistosos | Amistosos | Mundial | Mundial | Mundial | Continental | Continental | Continental | Total | Total | Total |
| Selección           | Año   | Part.     | Goles     | Asis.     | Part.   | Goles   | Asis.   | Part.       | Goles       | Asis.       | Part. | Goles | Asis. |
| ------------------- | ----- | --------- | --------- | --------- | ------- | ------- | ------- | ----------- | ----------- | ----------- | ----- | ----- | ----- |
| Absoluta · Colombia | 2019  | 6         | 0         | 0         | —       | —       | —       | —           | —           | —           | 6     | 0     | 0     |
| Absoluta · Colombia | 2021  | —         | —         | —         | —       | —       | —       | 7           | 0           | 0           | 7     | 0     | 0     |
| Absoluta · Colombia | 2022  | 1         | 0         | 0         | —       | —       | —       | 2           | 0           | 0           | 3     | 0     | 0     |
| Total               | Total | 7         | 0         | 0         | 0       | 0       | 0       | 9           | 0           | 0           | 16    | 0     | 0     |

## Palmarés

### Títulos nacionales
| Título                     | Club | País   | Año  |
| -------------------------- | ---- | ------ | ---- |
| Primera División de México | León | México | 2020 |

### Títulos internacionales
| Título                           | Club | País     | Año  |
| -------------------------------- | ---- | -------- | ---- |
| Liga de Campeones de la Concacaf | León | Concacaf | 2023 |